# Newport (Gaspésie)
Pour les articles homonymes, voir Newport.
Newport est une ancienne municipalité du Québec située près de Chandler. Ce village portuaire a été fondé en 1855. On y retrouve plusieurs anses, notamment l'Anse à l'Îlot, ou l'on trouve Les Îlots de Newport, et le site Mary Travers (la Bolduc). Newport est aujourd'hui un secteur de Chandler.

## Histoire

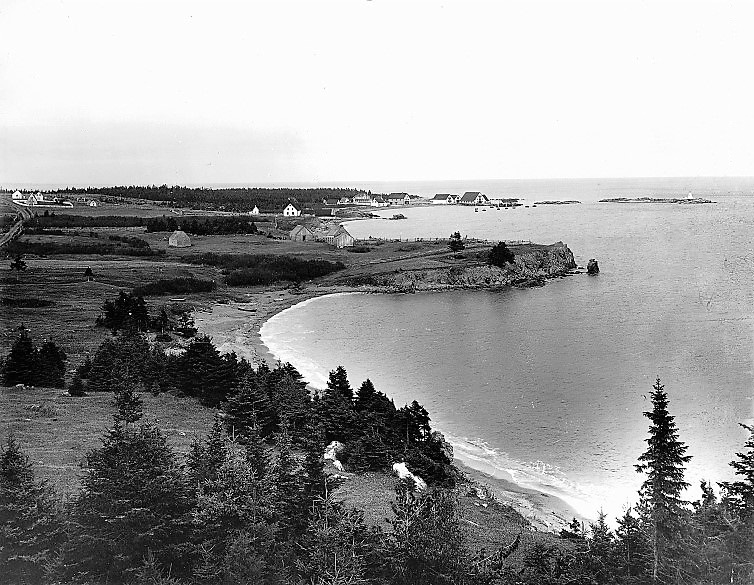
Pointe de Newport, vers 1900

Le 27 juin 2001, les municipalités de Newport, de Pabos, de Pabos Mills et de Saint-François-de-Pabos ainsi que la ville de Chandler se regroupaient pour constituer une nouvelle ville désignée sous le nom Pabos; le 4 mai 2002, ce dernier était changé pour celui de Chandler,.